# 意岐部
意岐部（おきべ）は、大阪府東大阪市の旧地域名。概ね東大阪市立意岐部中学校の学区および東大阪市立新喜多中学校の学区の一部にあたる。本項では概ね同地域にあった中河内郡意岐部村（おきべむら）についても述べる。
概ね菱屋東、新家、新家西町、新家中町、新家東町、荒本北、荒本、荒本西、荒本新町、御厨、御厨東、御厨中、御厨南、御厨西ノ町、御厨栄町、七軒家（一部）の各町丁に相当する。
「意岐部」の名称は1889年の市町村制実施に伴う、村どうしの合併により誕生し、それまでの旧村名は大字名に引き継がれた。そういった経緯から意岐部という名の地名は今までに存在せず、現在でも学校名、交差点名など、地域一帯の総称となっている。
東大阪市中西部の、概ね近鉄奈良線より北、中央大通より南で大阪中央環状線を中心軸としたあたりの地域に該当する。また、旧菱江川川床を開発した旧菱屋東新田地域（現在の七軒家の大半、稲田新町の南端、稲田本町一丁目から三丁目にかけての一部および菱屋東一・二丁目、大字菱屋東）も旧意岐部村地域である。

## 歴史

### 近代以前
（日本 > 畿内 > 河内国 > 若江郡 > 御厨村、菱屋東新田、新家村、荒本村、菱屋中新田）

### 自治体成立以降
（日本 > 大阪府 > 中河内郡 > 意岐部村）
- 1889年（明治22年）4月1日 町村制施行により、若江郡御厨村、長田村、菱屋東新田、新家村、荒本村、菱屋中新田の南半分が合併し、意岐部村が成立。大字御厨に村役場を設置。
- 1896年（明治29年）4月1日 郡の統廃合により、中河内郡意岐部村となる。
- 1910年（明治43年） 大字菱屋東新田を菱屋東に、大字菱屋中新田を菱屋中に改称。
- 1937年（昭和12年）4月1日 中河内郡長瀬村、布施町、楠根町、小阪町、弥刀村と合併して布施市の一地域となり、中河内郡を離脱。

## 地理

### 交通
主要道路
- 近畿自動車道
  - 東大阪ジャンクション
- 阪神高速13号東大阪線
  - 東大阪荒本ランプ
- 国道308号線
- 大阪府道2号大阪中央環状線

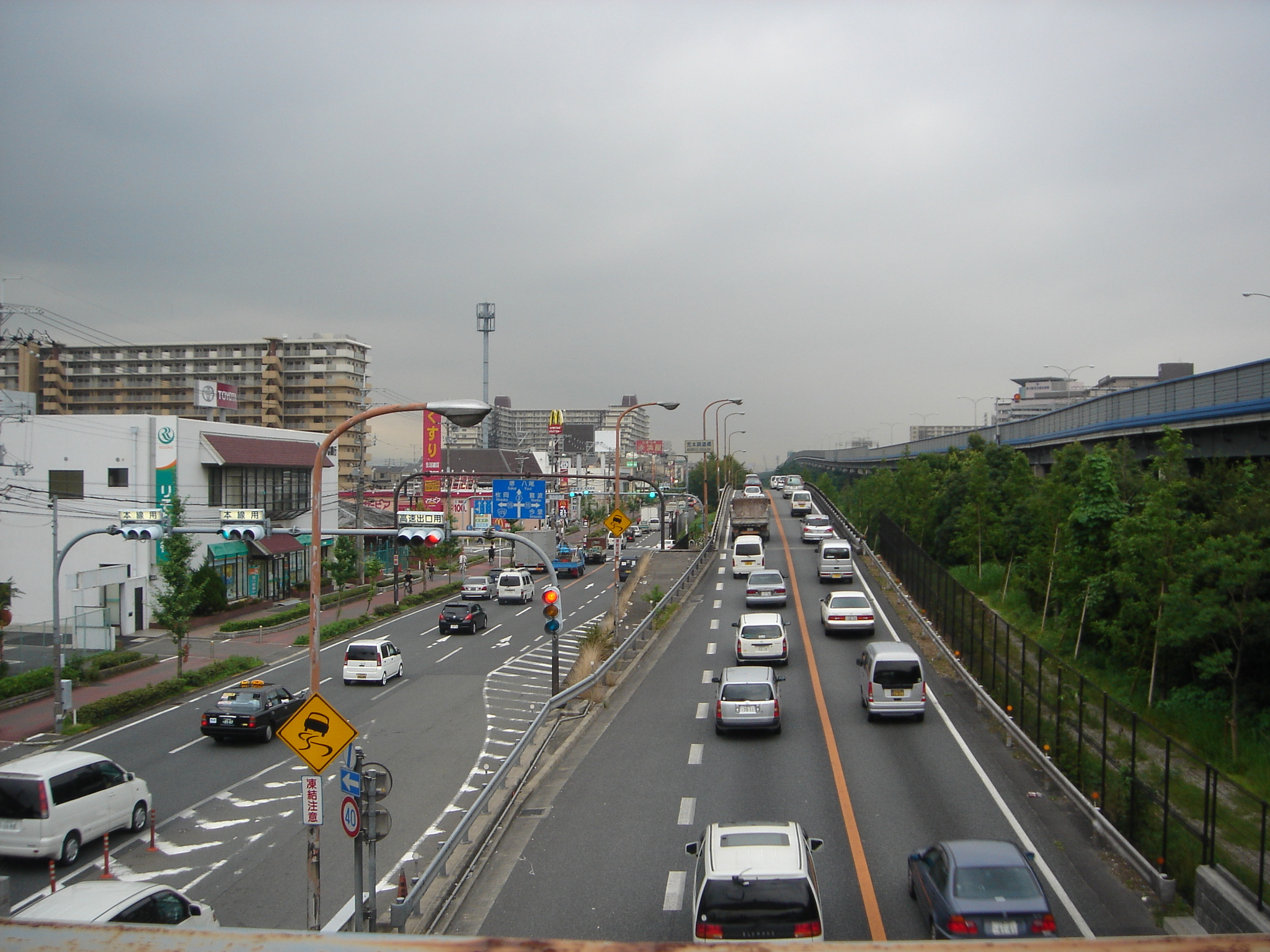
大阪中央環状線（南行）意岐部東交差点・荒本跨道橋付近

- 大阪府道15号八尾茨木線（府道702号大阪枚岡奈良線重複）

鉄道
- 近鉄けいはんな線
  - 荒本駅

バス
- 近鉄バス
  - 春宮線（15番）に意岐部停留所がある。

## 地域

### 荒本、荒本西、荒本新町、荒本北
大字菱屋東地域内に飛び地がある。

### 菱屋東

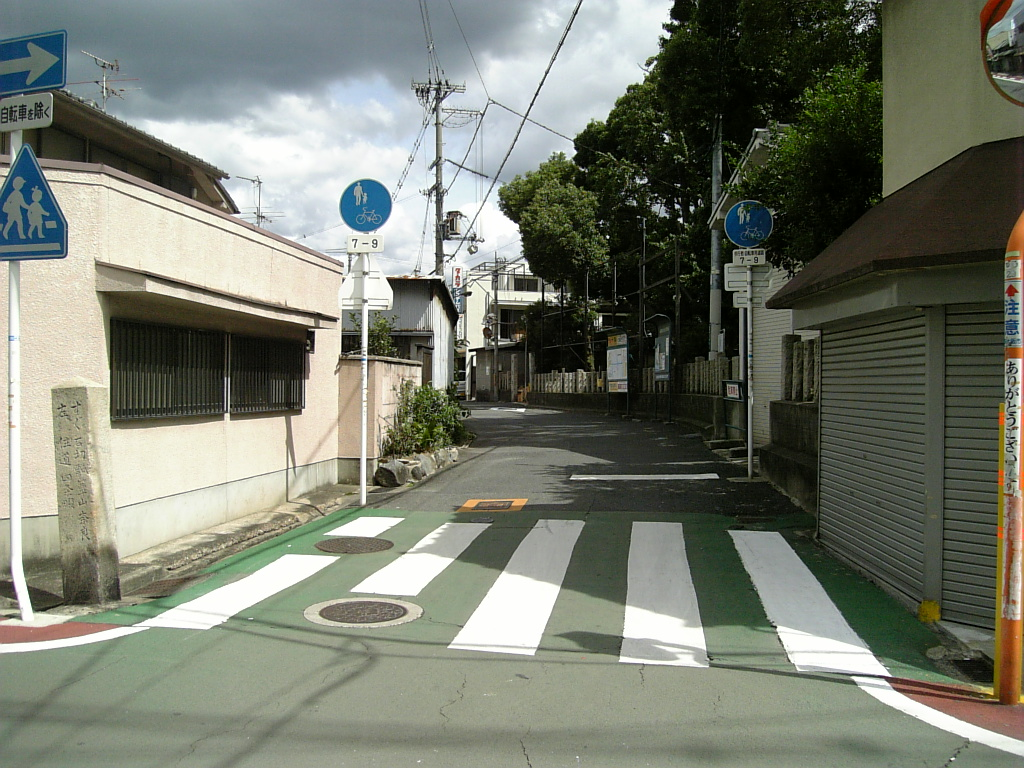
旧暗越奈良街道と旧河内街道の交点

旧菱屋東新田の南東側の地域にあたる。地域内で「暗越奈良街道」と「河内街道」の旧街道が交わる。
主な施設、旧跡
（大字菱屋東）
（菱屋東1,2丁目）
- 東大阪花園郵便局
- 東大阪菱屋東郵便局

### 七軒家、稲田新町、稲田本町
旧菱屋東新田の北西側の地域にあたる。